# Canthidium lentum
Canthidium lentum là một loài bọ cánh cứng trong họ Bọ hung (Scarabaeidae).